# Soldati (poesia)
Soldati è una poesia di Giuseppe Ungaretti, inserita nell'opera Allegria di naufragi e nelle successive edizioni intitolate L'allegria (nella sezione Girovago). È stata scritta dal poeta soldato in trincea nel luglio 1918, quindi verso la fine della Grande Guerra, nel bosco di Courton, teatro di sanguinosi combattimenti nel corso della Battaglia di Bligny. Originariamente era intitolata Militare.

## Commento
La precarietà della vita dei soldati è come quella delle foglie di autunno: con un filo di vento esse possono staccarsi e scomparire, così come può spezzarsi all'improvviso l'esistenza degli uomini e in particolare in riferimento alla condizione dei soldati al fronte. Come in molte altre delle sue liriche, anche in questa il poeta non utilizza alcun tipo di punteggiatura per esprimere un flusso continuo, come se il tempo si fosse fermato.
Il paragone tra la vita umana e quella delle foglie è un topos letterario molto antico, presente già nell'Iliade di Omero (nell'episodio del mancato duello tra Glauco e Diomede). Verrà poi ripreso da Mimnermo nel quale assumerà una connotazione più malinconica come metafora della caducità e della brevità della vita umana. Viene anche rielaborata da Virgilio nel VI libro dell'Eneide con la narrazione della catabasi infernale di Enea, paragonando il gran numero delle foglie secche in autunno al gran numero di anime che affollavano l'Ade; da Dante nella Divina Commedia nel III canto dell'Inferno, sempre a indicare il gran numero di dannati sulla riva dell'Acheronte.